# Glossosoma excitum
Glossosoma excitum är en nattsländeart som beskrevs av Ross 1938. Glossosoma excitum ingår i släktet Glossosoma och familjen stenhusnattsländor. Inga underarter finns listade i Catalogue of Life.